# Nicolas Flégeau
Nicolas Flégeau, né le 6 septembre 1985 à Hennebont, est un footballeur français qui évolue au poste d'arrière gauche au Vannes Olympique Club en National 3.

## Biographie
Du 17 au 20 février 2003, il participe à un stage de détection avec l'équipe de France des moins de 18 ans, au CTNFS à Clairefontaine, aux côtés notamment de Lassana Diarra, Mohamed Sissoko et Yannick Cahuzac.
Nicolas Flégeau est formé au FC Lorient, club avec lequel il dispute ses premiers matchs professionnels en Ligue 2, lors de la saison 2004-2005. Toutefois, le club ne lui propose pas de contrat professionnel et le laisse donc libre à la fin de l'exercice.
Nicolas atterrit aux Herbiers VF, club de CFA. En fin de contrat en 2007, il s'engage avec le club de CFA de l'Aviron bayonnais football club et accède au National la saison suivante.
Auteur d'une bonne saison, il s'engage en 2009 avec le FC Istres, avec lequel il va retrouver la Ligue 2.
En 2012, il signe un contrat en faveur du Gazélec Ajaccio, club tout juste promu en Ligue 2 mais à la suite du changement d'entraîneur il est contraint de rejoindre le Vannes Olympique Club en National afin de pallier la longue absence sur blessure de Vivian Reydel.
Parti à nouveau à Istres en 2014, il signe en février 2015 un contrat de deux ans et demi au Stade olympique choletais, pensionnaire de CFA 2,.
Après 3 saisons Stade olympique choletais il signe pour une saison au Bergerac Périgord FC en National 2. 
Après une saison il signe en 2019 en National au FC Villefranche Beaujolais où il y est régulièrement aligné depuis. 

## Statistiques
- 64 matchs en Ligue 2

Dernière mise à jour le 26 juin 2020

## Palmarès
- Champion de CFA (Groupe D) en 2008 avec l'Aviron bayonnais